# Sabicea trigemina
Espèce
Sabicea trigemina est une espèce de lianes ligneuses de la famille des Rubiaceae et du genre Sabicea. Cette plante est présente exclusivement en Afrique tropicale, plus précisément au Gabon et au Cameroun. Sabicea trigemina a été découverte et déclarée par Karl Moritz Schumann en 1899.

## Description
Cette espèce est classifiée dans l'index international des noms des plantes . 
Néanmoins, très peu d'information sur cette plante est disponible .
Elle fait partie du genre des Sabicea, souvent appelé woodvine en anglais (vigne des bois). Ces plantes sont en général des vignes, des lianes ou quelquefois de petits arbustes. Le genre des Sabicea comprend environ 135 espèces, dont Sabicea trigemina, présentes en Amérique tropicale, en Afrique et à Madagascar .

## Répartition géographique et habitat
Cette plante est présente en Afrique tropicale seulement, au Cameroun et au Gabon .